# Jules-Élie Delaunay
Jules-Élie Delaunay, född 13 juni 1826 i Nantes, död 5 september 1891 i Paris, var en fransk konstnär.
Delaunay var elev till Hippolyte Flandrin och Louis Lamothe. Delaunay målade i Paris dekorativa kompositioner, bland annat i L'Opéra Garnier och Panthéon. Han var även en anlitad porträttör. Delaunay efterträdde 1889 Alexandre Cabanel som professor vid konstakademin. Delaunay är bland annat representerad på Ny Carlsberg Glyptotek i Köpenhamn.